# Saint-Geyrac
Saint-Geyrac är en kommun i departementet Dordogne i regionen Nouvelle-Aquitaine i sydvästra Frankrike. Kommunen ligger i kantonen Saint-Pierre-de-Chignac som tillhör arrondissementet Périgueux. År 2022 hade Saint-Geyrac 192 invånare.

## Befolkningsutveckling
Antalet invånare i kommunen Saint-Geyrac
Referens:INSEE